# Upperby
Upperby – dzielnica w Carlisle, w Anglii, w Kumbrii, w dystrykcie (unitary authority) Cumberland. W 2011 dzielnica liczyła 5476 mieszkańców.